# Steinbach an der Steyr
Steinbach an der Steyr ist eine Gemeinde im Traunviertel im Bezirk Kirchdorf in Oberösterreich mit 1966 Einwohnern (Stand 1. Jänner 2024).

## Geografie
Steinbach an der Steyr liegt auf 381 m Höhe im Traunviertel im Steyrtal etwa 20 km von der Stadt Steyr entfernt. Die Ausdehnung beträgt von Nord nach Süd 10,2 km und von West nach Ost 5,2 km. Die Gesamtfläche beträgt 28,3 km², 36,0 % der Fläche sind bewaldet und 53,7 % der Fläche sind landwirtschaftlich genutzt. In der Nähe der höchsten Erhebung der Gemeinde, des Hochbuchbergs (1273 m), befindet sich die Grünburger Hütte (1080 m).

### Geologie
Aus geologischer Sicht befindet sich Steinbach im Grenzbereich zwischen Flyschzone und beginnenden Kalkalpen. Der die Gemeinde nach Westen begrenzende Fluss Steyr liegt tief eingeschnitten zwischen Schotterterrassen, welche aus dem Wechsel zwischen Warm- und Kaltzeiten herrühren. Bemerkenswert sind die steilen, teils überhängenden Konglomeratfelswände, die der Steyrschlucht den Charakter eines Canyons verleihen. Die Steyr hat eine Sommertemperatur von maximal 16 °C und auf weiten Strecken noch Wassergüteklasse 1. Starke Strömung macht den teils seichten Fluss an einigen Stellen gefährlich.

### Gemeindegliederung
Das Gemeindegebiet umfasst vier Ortschaften bzw. gleichnamige Katastralgemeinden (in Klammern Einwohnerzahl Stand 1. Jänner 2024):
- Forstau (283)
- Pieslwang (274)
- Steinbach an der Steyr (884)
- Zehetner (525)

Die Gemeinde gehört zum Gerichtsbezirk Kirchdorf an der Krems.
Steinbach an der Steyr ist per Rahmenvereinbarung eine sogenannte „Regionsgemeinde“ des Nationalparks Kalkalpen.

### Nachbargemeinden
Die Nachbargemeinden sind Aschach an der Steyr, Molln, Ternberg im Ennstal sowie Grünburg und Waldneukirchen auf der anderen Seite der Steyr.
| Waldneukirchen |                                             | Aschach  |
| Grünburg       | Kompassrose, die auf Nachbargemeinden zeigt | Ternberg |
|                | Molln                                       |          |

## Geschichte
Älteste Funde menschlicher Besiedelung stammen aus der Jungsteinzeit. Aus römischer Zeit finden sich in umliegenden Gemeinden Spuren; ansässig waren damals Kelten des Königreiches Noricum. Aus dem Namensgut (Gehöfte und landschaftliche Elemente) lässt sich für das frühe Mittelalter in erster Linie slawische Besiedelung erschließen. Ab der Kolonisation durch den Baiernherzog Tassilo III. fanden in der Gegend in mehreren Wellen groß angelegte Rodungen statt. Ortsnamenkundlich gibt zumindest der Name der Katastralgemeinde Pieslwang einen Hinweis auf eine bairische Besiedelung vor dem Jahr 1000 n. Chr. Um 1130 wird Steinbach im ältesten Traditionskodex des Klosters Garsten zuerst genannt.
Das Gebiet des heutigen Steinbach wurde im 11. Jahrhundert Teil der Steiermark unter Ottokar von Steyr. Ende des 12. Jahrhunderts wurde dann die Steiermark Teil des Herzogtums Österreich unter den Babenbergern. Bis zum 12. Jahrhundert befand sich als sogenannte Hangspornanlage auf oder hinter dem Platz der heutigen Steinbacher Kirche wohl eine Feste in Form eines Turmes oder kleinen Burg. Davon zeugen heute noch Bezeichnungen wie Burgstall und (auf dem darüberliegenden Hügel) Burghub. Ob es sich aber um einen einfachen steirischen Ministerialensitz gehandelt hat oder ob die Burg eine Grenzbefestigung zum gegenüberliegenden bayerisch/österreichischen Einflussbereich gewesen sein könnte, ist mangels Aufzeichnungen nicht geklärt. Jedenfalls waren die alten Herren von Grünburg („Popponen“) als bayerische Ministeriale seit 1212 auch österreichische Ministeriale, die Herren von Rohr als Besitzer der Burgen von Leonstein, Obergrünburg und wahrscheinlich auch des „Teufelsturms“ bei Waldneukirchen bayerische Ministeriale und seit 1190 schienen auch sie als Gefolge des Herzogs von Österreich auf. Somit muss zumindest eine temporäre Grenzsituation an der Steyr angenommen werden. Mit dem Wirksamwerden der Georgenberger Handfeste und der Vereinigung Österreichs und der Steiermark ist davon auszugehen, dass die Feste Steinbach ihre strategische Bedeutung verloren hat und abgekommen ist. Die Steine der Burg wurden nach der gängigen Überlieferung zum Bau der Kirche des entstehenden Ortes wiederverwendet. Alte Erzählungen der Bevölkerung um und über die Burg von Steinbach haben speziell unterirdische Gänge zum Thema.
Neben metallverarbeitenden Handwerksbetrieben gab es in Steinbach seit jeher viele Bauernhöfe. Vor ihrer Befreiung aus der Leibeigenschaft mussten die Bauern Abgaben (den zehnten Teil) an die Herrschaft abliefern. Davon zeugt heute noch der Hofname Zehethof und der Ortsteilname Zehetner. Grundherrschaften gab es jedoch viele, beispielsweise Steyr, Garsten, Losenstein, Pernstein und Feyregg.
Seit 1918 gehört der Ort zum Bundesland Oberösterreich. Nach dem Anschluss Österreichs an das Deutsche Reich am 13. März 1938 gehörte der Ort zum „Gau Oberdonau“, 1945 erfolgte die Wiederherstellung Oberösterreichs, wobei Steinbach zur amerikanischen Besatzungszone gehörte. Die sowjetische Besatzungszone war nicht weit davon – östlich der Enns.
Bis in die 1960er Jahre wurde in Steinbach Eisen verarbeitet. In den Messererwerken, die sich die Kraft des Steyrflusses zunutze machten, fand sich einst der Mittelpunkt der Messer-Erzeugung. Aus wirtschaftlichen, aber auch religiösen Gründen wanderten viele Meister und Gesellen vor allem im 17. Jahrhundert in die Gegend von Solingen (Deutschland) aus. An die einst so stolzen Hammerherren, wie die Messerer auch genannt wurden, erinnern Abbildungen ihres Wappens an einigen alten Gebäuden am Ufer der Steyr und entlang der steilen Hochgasse, die das Ufer mit dem Hauptplatz verbindet. Das Wappen der Messerer wurde als Gemeindewappen übernommen. An der Stelle, an der das Wasser für Schmiedehämmer genutzt wurde, befindet sich heute ein modernisiertes Kraftwerk der Oberösterreichischen Energie AG zur Elektrizitätsgewinnung.

### Auszeichnungen
- Im Jahr 1994 wurde die Gemeinde mit dem Europäischen Dorferneuerungspreis für ihre Bemühungen um die Erhaltung der teilweise wertvollen Bausubstanz und der Natur sowie der Schaffung von Musterbauernhöfen ausgezeichnet.

### Bevölkerungsentwicklung
1991 hatte die Gemeinde laut Volkszählung 1.996 Einwohner. Die Bevölkerungszahl stieg auf 2.027 im Jahr 2001 um dann wieder auf 1.977 im Jahr 2011 und 1.978 im Jahr 2020 zu sinken.

## Kultur und Sehenswürdigkeiten

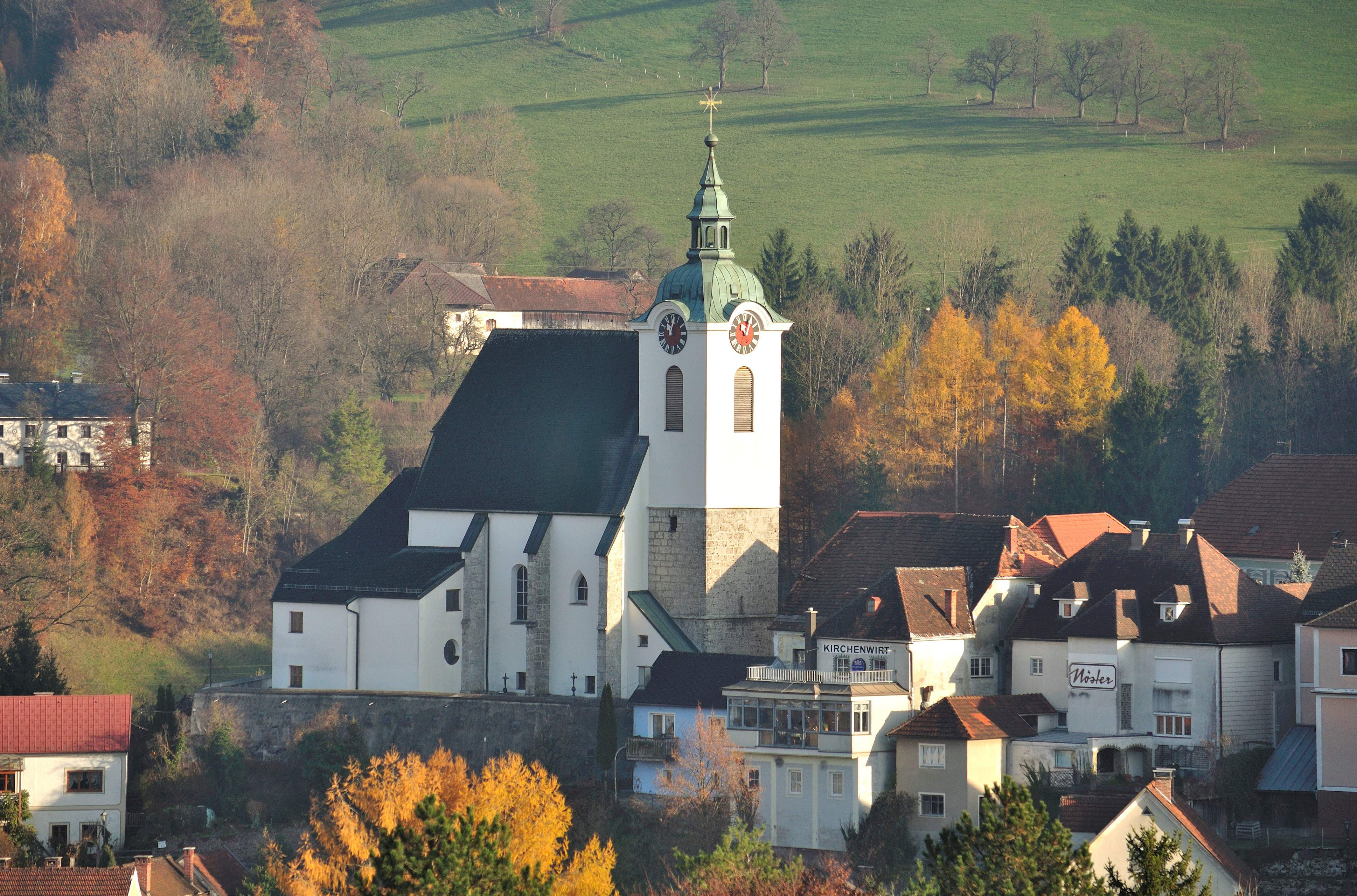
Pfarrkirche Steinbach an der Steyr

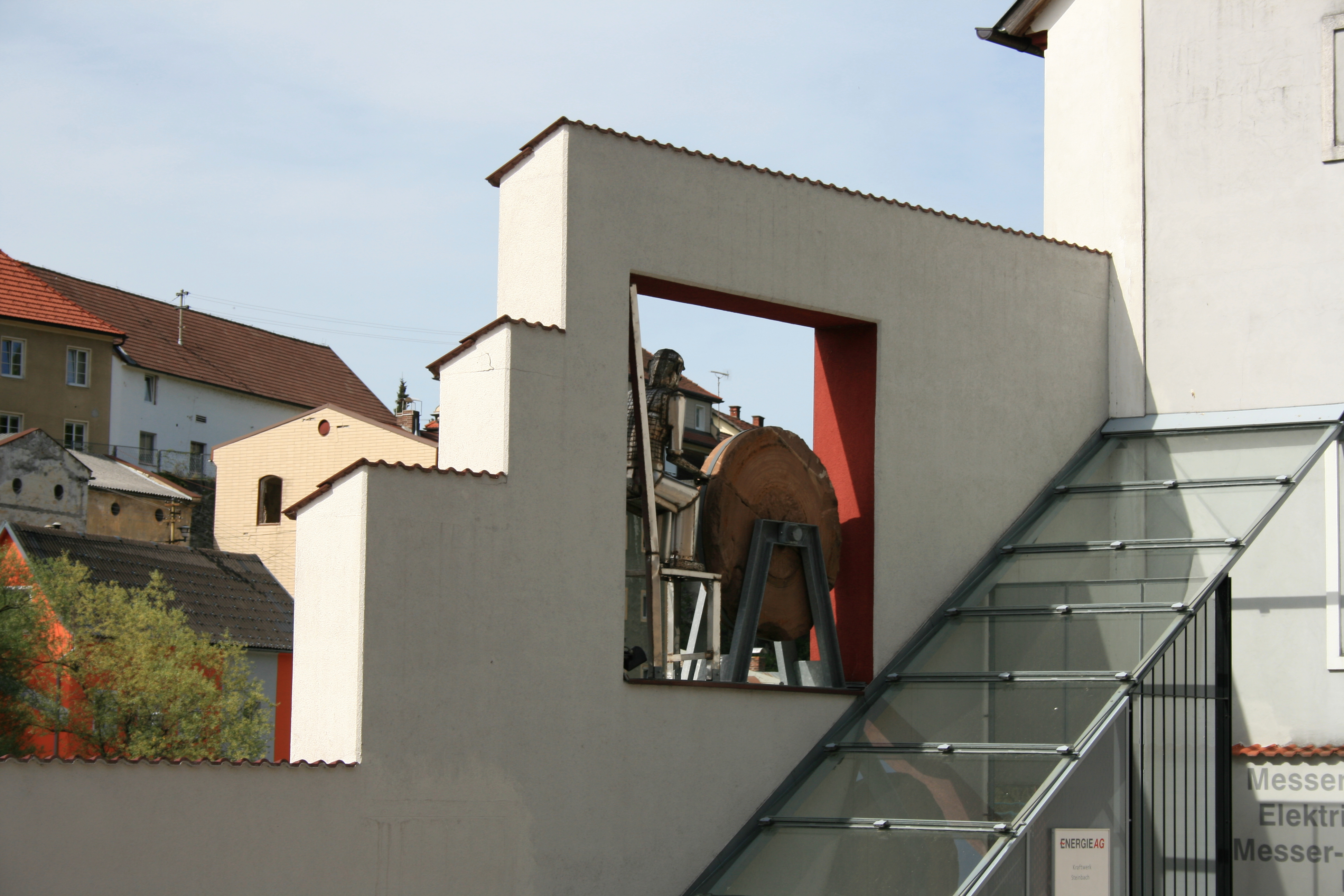
Plastik eines Messerers am Messerermuseum

- Katholische Pfarrkirche Steinbach an der Steyr hl. Bartholomäus
- Steyrtalbahn: Historische Bahn, heute nur noch 'Museumsbahn' nach Steyr (Fahrradmitnahme möglich)
- Messerermuseum Steinbach an der Steyr
- Krippensammlung: 230 Krippen aus 70 Ländern
- Alter Pfarrhof[4]

Natur
- Aussichtspunkt: Blick über die Steyr von der Kirche aus
- Aussichtspunkt: Kraberg: Blick bis nach Linz vom Kraberg aus
- Panoramablick am Rundwanderweg „Kaiblinger Kogel“
- Info: Tourismusinformation auf dem Ortsplatz

### Regelmäßige Veranstaltungen
- 1. Mai-Kirtag
- Perchtenlauf: abendländisches Brauchtum jährlich im Winter zur Zeit des Faschings
- Steinbacher Adventmarkt und Adventkalender[5]
- Steinbacher Adventsingen
- Steinbacher „Schmankerlroas“
- Open Air Kino

## Wirtschaft und Infrastruktur

### Ansässige Unternehmen
- Buchberger Erwin Handel und Dienstleistungen
- Transportunternehmen Steiner
- Rosensteiner GmbH
- Landmaschinentechnik FRAKAM
- Gradauer GmbH
- Steinbacher Versicherung

### Verkehr
- Öffentlicher Verkehr: Die Steyrtalbahn, die bis 1982 von Steyr nach Grünburg (gegenüber von Steinbach am anderen Ufer der Steyr gelegen) und früher auch weiter nach Klaus verkehrte, wird heute teilweise regelmäßig an Sonn- und Feiertagen im Museumsbetrieb befahren, Radmitnahme ist dabei möglich. Steinbach ist mit Postbussen direkt von Bad Hall erreichbar. Im nahe gelegenen Grünburg halten Busse aus Steyr, Kirchdorf an der Krems, Sierning und anderen Orten.

- Straßenverkehr: Steinbach an der Steyr liegt fast unmittelbar an der Steyrtal Straße B 140, die durch den auf der anderen Flussseite gelegenen Ort Grünburg führt und über eine Brücke über die Steyr erreicht werden kann. Eine Bezirksstraße führt nach Ternberg. Die nächsten Autobahnanschlüsse befinden sich in Sattledt (Anschluss an die West Autobahn A 1, zirka 27 km von Steinbach) und in Klaus an der Pyhrnbahn (Pyhrn Autobahn A 9, zirka 20 km von Steinbach).

- Radwege: Ein gut ausgebauter, sehr familienfreundlicher Teil des Steyrtalradwegs führt ab Grünburg auf der ehemaligen Bahntrasse in Richtung Klaus an der Pyhrnbahn. Eine Alternativroute auf Steinbacher Seite führt auf Nebenstraßen durch die Schulsiedlung und die Forstau nach Molln. In Richtung Steyr führt der Radweg über wenig befahrene Nebenstraßen und Schotterwege durch Pieslwang und Aschach. Den Ennsradweg R7 kann man mit einiger Anstrengung über die stärker befahrene Ternberger Bezirksstraße erreichen.

### Bildung
- Kindergarten
- Volksschule
- Musikschule
- Gemeindebibliothek: auf dem Ortsplatz

### Vereine
- Steyrtaler Perchten
- Musikverein Steinbach an der Steyr
- Landjugend Grünburg-Steinbach
- Männergesangsverein Grünburg-Steinbach

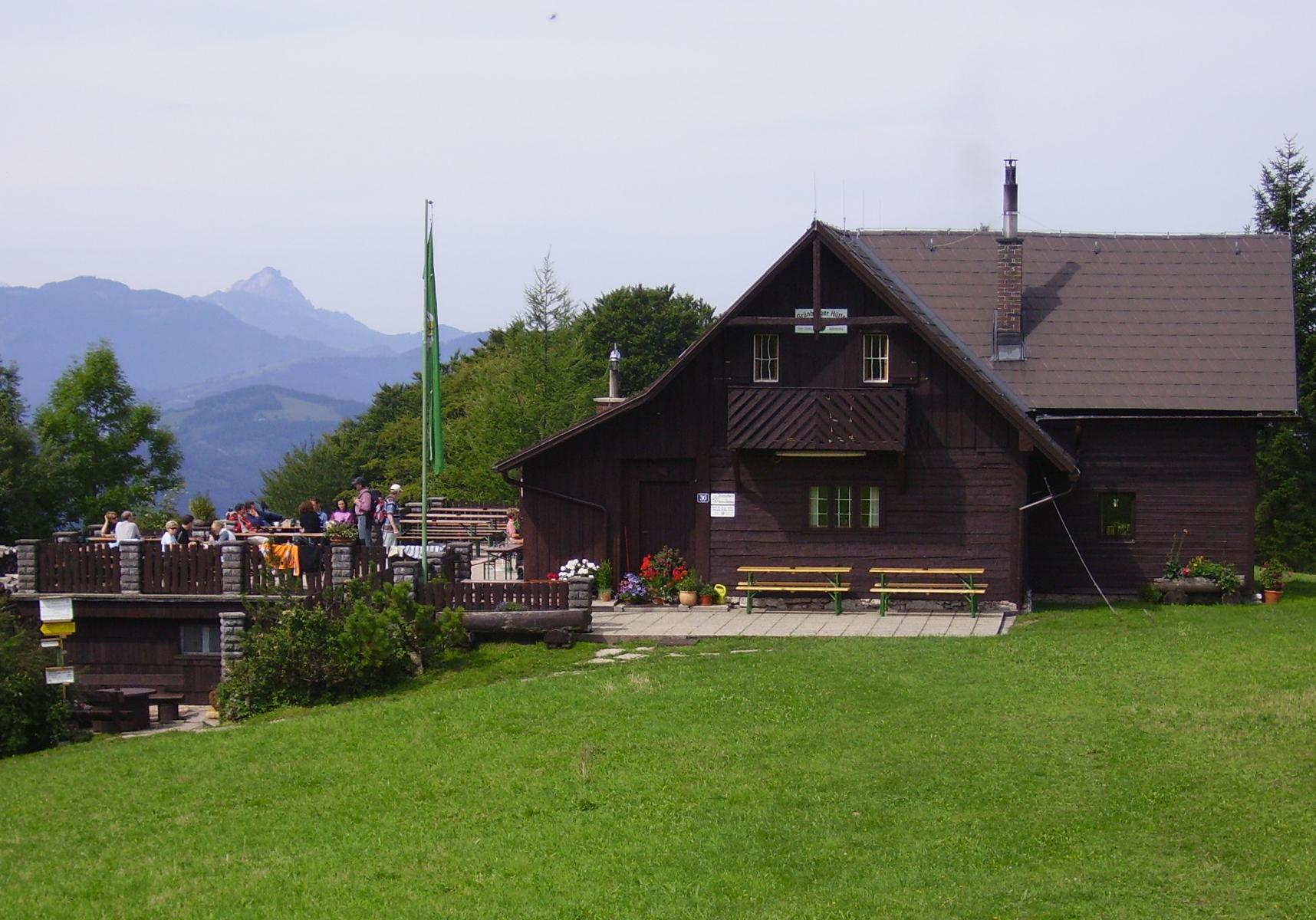
Die Grünburger Hütte liegt im Gemeindegebiet von Steinbach an der Steyr. Links hinten im Bild der Traunstein

- Reitverein
- JVP
- Freak Entertainment

### Freizeit und Sport
- Beachvolleyball
- Faustball
- Union Grünburg Steinbach: Fußball
- Motocross
- Trial
- Radweg: Steyrtalradweg Richtung Steyr und Molln
- Reiten
- Freibad
- Tennis
- Tischtennis
- Wandern: Grünburger Hütte, Kruckenbrettl

## Politik

### Gemeinderat
Der Gemeinderat hat 19 Mitglieder.

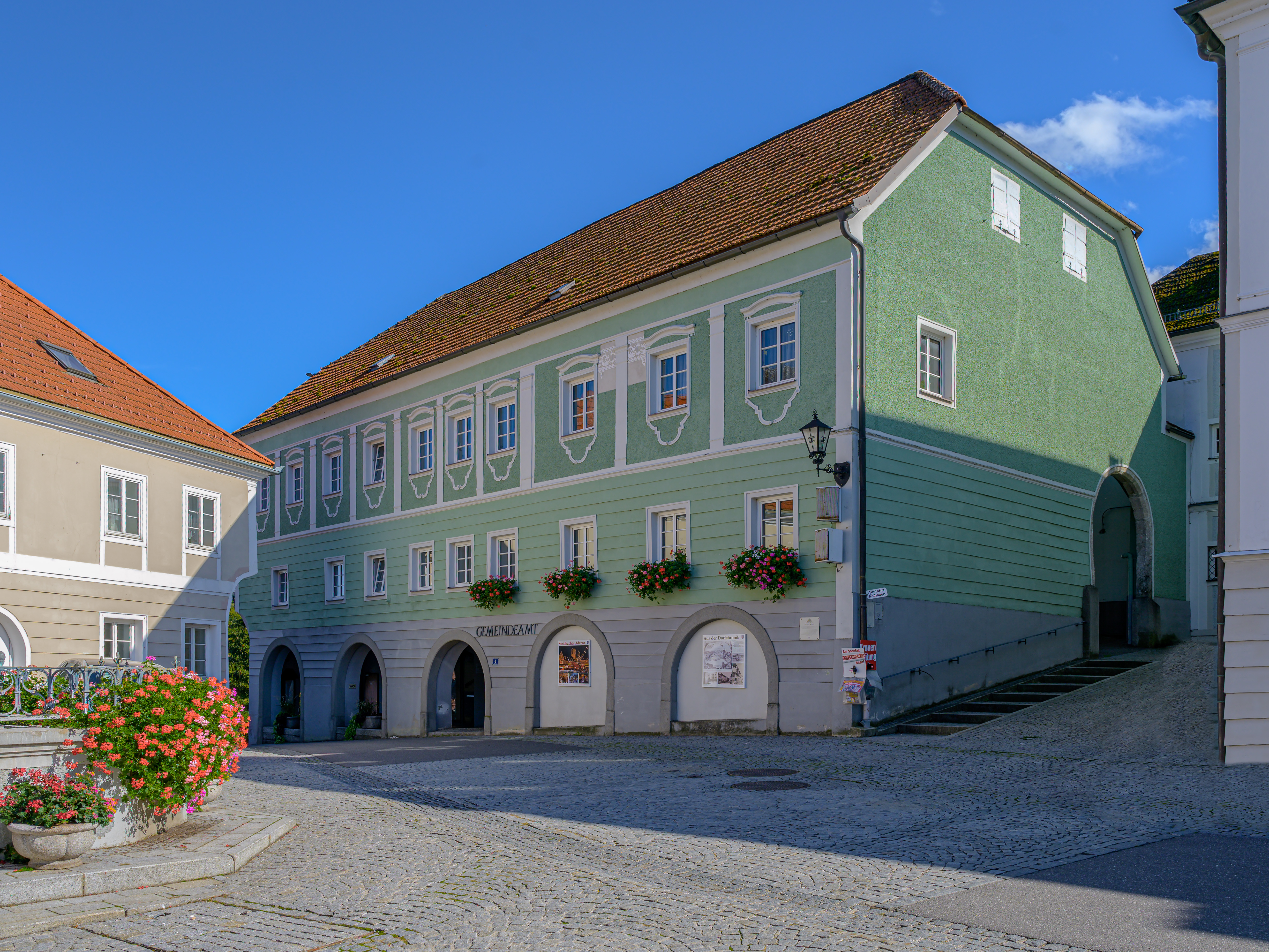
Ehemaliges Gemeindeamt Ortsplatz 4

- Mit den Gemeinderats- und Bürgermeisterwahlen in Oberösterreich 2003 hatte der Gemeinderat folgende Verteilung: 16 ÖVP, 8 SPÖ und 1 FPÖ. (25 Mandate)
- Mit den Gemeinderats- und Bürgermeisterwahlen in Oberösterreich 2009 hatte der Gemeinderat folgende Verteilung: 18 ÖVP, 8 SPÖ und 2 FPÖ. (25 Mandate)
- Mit den Gemeinderats- und Bürgermeisterwahlen in Oberösterreich 2015 hatte der Gemeinderat folgende Verteilung: 18 ÖVP, 5 SPÖ und 2 FPÖ. (25 Mandate)
- Mit den Gemeinderats- und Bürgermeisterwahlen in Oberösterreich 2021 hat der Gemeinderat folgende Verteilung: 13 ÖVP, 4 SPÖ und 2 FPÖ. (19 Mandate)[6][7]

### Bürgermeister
Bürgermeister seit 1850 waren:
- 1850–1858 Johann Le Vasseur
- 1858–1867 Josef Grubmüller
- 1867–1876 Johann Dorfbauer
- 1876–1888 Josef Reingruber
- 1888–1894 Ferdinand Peyrl
- 1894–1903 Georg Eisterlehner
- 1903–1906 Josef Rienhuber
- 1906–1910 Franz Schroppp
- 1910–1919 Franz Dorfbauer
- 1919–1924 Ignaz Siegel
- 1924–1942 Josef Leinerberger
- 1942–1945 Florian Preßl
- 1945–1945 Otto Pechböck
- 1945–1961 Engelbert Feuerhuber
- 1961–1970 Josef Artmayr
- 1970–1986 Johann Ziermayr
- 1986–2002 Karl Sieghartsleitner
- seit 2002 Christian Dörfel (ÖVP)[9]

### Wappen
Blasonierung:
„In Blau eine goldene Krone mit bunten Steinen, durchsteckt von einem silbernen, gestürzten Schwert und dahinter zwei silbernen, gestürzten, schräggekreuzten Degen.“
Die Gemeindefarben sind Blau-Gelb.

## Persönlichkeiten

### Söhne und Töchter der Gemeinde
- August Bachmayr (1918–1977), Politiker (ÖVP), Landesbediensteter und Landwirt
- Josef Schützenberger (1918–2009), Politiker (SPÖ)